# Matthias Schmidt (Musikwissenschaftler)
Matthias Schmidt (* 1966 in Köln) ist ein deutscher Musikwissenschaftler.

## Werdegang
Schmidt studierte Musikwissenschaft, Germanistik, Kunstgeschichte und Philosophie in Bonn, Berlin und Wien. Er wurde an der FU Berlin promoviert und habilitierte sich an der Universität Salzburg. Schmidt war wissenschaftlicher Mitarbeiter des Arnold Schönberg-Instituts der Universität für Musik und darstellende Kunst Wien, DAAD-, Thyssen- und ÖFG-Stipendiat in Österreich, Italien und mehrfach in den USA. Langjährige Lehrtätigkeit (als Dozent, Vertretungs- und Gastprofessor) an Hochschulen in Österreich, der Schweiz, Deutschland und den Niederlanden. Neben den akademischen Aufgaben als Musikjournalist, Ausstellungskurator und Konzertdramaturg tätig. Herausgeber der Schriftenreihe der Internationalen Schönberg-Gesellschaft sowie seit 2006 (gemeinsam mit Klaus Pietschmann und Wilhelm Seidel) der Zeitschrift MusikTheorie.
Seit 2007 ist Schmidt Ordinarius im Bereich der neueren Musikgeschichte am Musikwissenschaftlichen Seminar der Universität Basel. Er ist Vorstand mehrerer Stiftungen und Foren, 2010–2017 war er Direktionsmitglied beim NCCR Eikones (Basel). 2017 wurde er in die Österreichische Akademie der Wissenschaften gewählt.

## Forschung
Die Schwerpunkte seiner Arbeit liegen im Bereich der Musikgeschichte und -ästhetik des 18. bis 20. Jahrhunderts (Bücher u. a. über Wolfgang Amadeus Mozart, Johannes Brahms, Arnold Schönberg und Ernst Krenek). Ein besonderes Interesse Schmidts gilt außerdem Personen und Phänomenen, die jenseits der kanonisierten Geschichtsschreibung liegen: So erarbeitete er u. a. mit Studierenden zusammen Ausstellungen und Publikationen zu den Komponisten Felix Weingartner und Jewgeni Gunst, dessen Wiederentdeckung er 2010 in die Wege geleitet hat, sowie zu den Schweizer Ursprüngen der Nationalhymne von Lesotho.

## Auszeichnungen
- 2017: Korrespondierendes Mitglied der Österreichischen Akademie der Wissenschaften
- 2009: Credit Swiss Award for Best Teaching an der Universität Basel (gemeinsam mit Simon Obert)
- 1996: Ernst Krenek-Preis der Stadt Wien

## Sonstiges
Die Wiener Musikwissenschaftlerin Elisabeth Haas hat den Versuch unternommen, Schmidts Buch Komponierte Kindheit einer durchgreifenden Kritik zu unterziehen. In Die Musikforschung argumentiert Haas, Schmidt verschweige weithin benutzte Quellen und gebe Gedanken anderer für seine eigenen aus. Wo sich Schmidt aber auf sich selbst verlasse, fänden sich in seinen Ausführungen zahlreiche Fehler, die jeweils von ungenügender Kenntnis der Notentexte zeugten. Im gleichen Heft der Musikforschung konnte Schmidt in einer Gegendarstellung die Kritik jedoch widerlegen und die darin enthaltenen Vorwürfe entkräften.

## Veröffentlichungen (Auswahl)
- Im Gefälle der Zeit. Ernst Kreneks Werke für Sologesang. Kassel 1998.
- Theorie und Praxis der Zwölftontechnik. Ernst Krenek und die Reihenkomposition der Wiener Schule. Laaber 1998.
- Johannes Brahms. Ein Versuch über die musikalische Selbstreflexion. Wilhelmshaven 2000 (= Taschenbücher zur Musikwissenschaft, 137).
- Komponierte Kindheit. Laaber 2004. (= Spektrum der Musik, 7).
- Schönberg und Mozart. Aspekte einer Rezeptionsgeschichte. Wien 2004 (= Publikationen der Internationalen Schönberg-Gesellschaft, 5).
- Matthias Schmidt, Arne Stollberg (Hrsg.): Das Bildliche und das Unbildliche. Nietzsche, Wagner und das Musikdrama. Fink, Paderborn 2015.
- Johannes Brahms, die Lieder. Ein musikalischer Werkführer. München 2015.